# Susanne Sievers
Susanne Sievers (* 27. Februar 1951 in Aschaffenburg) ist eine deutsche Prähistorische Archäologin.

## Leben
Susanne Sievers studierte ab 1971 Vor- und Frühgeschichte, Klassische Archäologie, Kunstgeschichte, Geologie, Mittlere Geschichte und Volkskunde an den Universitäten Würzburg, Göttingen, Hamburg und Marburg. 1978 wurde sie in Marburg mit der Arbeit Die mitteleuropäischen Hallstattdolche. Ein Beitrag zur Waffenbeigabe der jüngeren Hallstattzeit promoviert. Anschließend war Sievers beim DFG-Heuneburg-Projekt der Universität Tübingen (Bearbeitung der Kleinfunde der Heuneburg) tätig. 1981/82 erhielt sie das Reisestipendium des Deutschen Archäologischen Instituts. 1982 wurde sie Mitarbeiterin der Römisch-Germanischen Kommission des Deutschen Archäologischen Instituts in Frankfurt am Main, zunächst als Referentin für die Eisenzeit. In der Folge betreute sie Ausgrabungen des keltischen Oppidums von Manching und in Alesia sowie die Katalogisierung der Waffenfunde in Manching, Staré Hradisko, Alesia sowie Osuna. Von 1994 bis zu ihrer Pensionierung 2016 war sie Zweite Direktorin der Römisch-Germanischen Kommission. Zwischen 1996 und 1999 leitete sie die Ausgrabungen in Manching. Seit 2007 hält sie als Honorarprofessorin an der Universität Frankfurt Lehrveranstaltungen.
Sievers ist seit 2011 korrespondierendes Mitglied der philosophisch-historischen Klasse der Österreichischen Akademie der Wissenschaften. Sie war Mitglied im wissenschaftlichen Beirat des Mont Beuvray, im Komitee zur Vergabe des Kurt-Bittel-Preises für Süddeutsche Altertumskunde und sitzt im Vorstand der Archäologischen Gesellschaft in Hessen.

## Schriften (Auswahl)
- Die mitteleuropäischen Hallstattdolche (= Prähistorische Bronzefunde. Abteilung 6: Dolche. Band 6). C. H. Beck, München 1982, ISBN 3-406-08070-7.
- Die Kleinfunde der Heuneburg. Die Funde aus den Grabungen von 1950–1979. Heuneburgstudien V (= Römisch-Germanische Forschungen. Band 42). Philipp von Zabern, Mainz 1984, ISBN 3-8053-0770-5.
- Manching. Die Keltenstadt. Theiss, Stuttgart 2003, ISBN 3-8062-1765-3.
- mit S. Möllers, W. Schlüter (Hrsg.): Keltische Einflüsse im nördlichen Mitteleuropa während der mittleren und jüngeren vorrömischen Eisenzeit. Akten des internationalen Kolloquiums in Osnabrück vom 29. März bis 1. April 2006 (= Kolloquien zur Vor- und Frühgeschichte. Band 9). Habelt, Bonn 2007, ISBN 978-3-7749-3501-3
- Die Waffen aus dem Oppidum von Manching (= Ausgrabungen in Manching. Band 17). Reichert, Wiesbaden 2010, ISBN 978-3-89500-754-5.
- mit Otto Helmut Urban, Peter C. Ramsl (Hrsg.): Lexikon zur Keltischen Archäologie (=  Mitteilungen der Prähistorischen Kommission Band 73). Verlag der Österreichischen Akademie der Wissenschaften, Wien 2012, ISBN 978-3-7001-6765-5.